# Gabriel Peñate Rodríguez
Gabriel Peñate Rodríguez (ur. 27 września 1957 w La Esmeralda) – gwatemalski duchowny rzymskokatolicki, w latach 2004-2011 wikariusz apostolski Izabal.

## Życiorys
Święcenia kapłańskie przyjął 18 grudnia 1984. Inkardynowany do diecezji Jalapa, pracował jako m.in. wykładowca krajowego seminarium w Gwatemali, a także jako delegat biskupi ds. katechezy.
21 maja 2004 został prekonizowany wikariuszem apostolskim Izabal ze stolicą tytularną Succuba. Sakrę biskupią otrzymał 14 sierpnia 2004. 26 lipca 2011 zrezygnował z urzędu.